# Pronectria oligospora
Pronectria oligospora är en lavart som beskrevs av Lowen & Rogerson 1995. Pronectria oligospora ingår i släktet Pronectria och familjen Bionectriaceae.   Inga underarter finns listade i Catalogue of Life.